# Loubouer
 (septembre 2023).
Si vous disposez d'ouvrages ou d'articles de référence ou si vous connaissez des sites web de qualité traitant du thème abordé ici, merci de compléter l'article en donnant les références utiles à sa vérifiabilité et en les liant à la section « Notes et références ».
Saint Loubouer (en latin, Sanctus Leborius), est un saint catholique qui a laissé son nom à la commune de Saint-Loubouer, située dans le département français des Landes.

## Présentation
La biographie de ce saint n’est pas attestée et son hagiographie fait l'objet de différentes versions. Il est ainsi tour à tour présenté comme un ermite ayant vécu et réalisé des miracles dans la localité qui porte aujourd’hui son nom, avant d’y être inhumé. Un peintre du XVIe siècle le représente en évêque, dans l’appareil et les ornements épiscopaux, tout comme un des vitraux de l'église de Saint-Loubouer. D’autres voient en lui un abbé, fêté le 19 avril. Le chapitre de la collégiale de Saint-Loubouer enfin le veut simple confesseur, puisque ses armoiries sont « d’argent à un St Loubouer vestu en prêtre de sable (soutane noire), ayant le bonnet carré de même sur la teste ».